# Podskalie
Podskalie je naseljeno mjesto u okrugu Považská Bystrica u Trenčínskom kraju u Slovačkoj.

## Stanovništvo
| Godina:     | 1993. | 2003.    | 2013.    | 2023.    |
| ----------- | ----- | -------- | -------- | -------- |
| Broj ljudi: | 177   | 147      | 122      | 153      |
| Razlika:    |       | -16,94 % | -17,00 % | +25,40 % |

| Godina:     | 2022. | 2023.   |
| ----------- | ----- | ------- |
| Broj ljudi: | 147   | 153     |
| Razlika:    |       | +4,08 % |

Prema podatcima o broju stanovnika iz 2023. godine naselje je imalo 153 stanovnika.

## Vanjske poveznice
|  | Zajednički poslužitelj ima još gradiva o temi Podskalie |

- Službena stranica naselja (sl.)